# يوليوس يونغنر
جوليوس س. يونغنر (بالإنجليزية: Julius Youngner)‏ (24 أكتوبر 1920 - 27 أبريل 2017) كان أستاذ خدمة أمريكي في كلية الطب وقسم علم الأحياء الدقيقة وعلم الوراثة الجزيئي في جامعة بيتسبرغ، مسؤولُا عن المجهودات اللازمة لتطوير لقاح لشلل الأطفال
وأول لقاح لإنفلونزا الخيول داخل الأنف.
نجا يونغنر من العديد من العدوى عندما كان طفلًا صغيرًا والذي أثار اهتمامه لدراسة الأمراض المعدية مدى الحياة. بعد الانتهاء من دراسة البكالوريوس في اللغة الإنجليزية، درس علم الأحياء في جامعة ميشيغان قبل أن يلتحق بالجيش. بعد الحرب، التحق بالخدمة الصحية العامة في الولايات المتحدة، ومعاهد الصحة الوطنية الأمريكية للسرطان قبل انضمامه إلى فريق سالك المسؤول عن لقاح شلل الأطفال.
وباعتباره عضوًا في فريق أبحاث جوناس سولك، ساهم يونغنر في تطوير لقاح شلل الأطفال، بما في ذلك تقنيات الإنتاج الضخم للقاح شلل الأطفال وقياس اختبار لون فيروس شلل الأطفال السريع في الأنسجة الحية. ويعتبر يونغنر «أحد الشخصيات الأساسية في علم الفيروسات المعاصر، والذي درس هذا العلم لأكثر من 50 عامًا» وفقًا لما قاله آرثر س. ليفين، نائب المستشار الأول للعلوم الصحية في جامعة بيتسبرغ. ويعتبر بحث يونغنر وزميله صمويل سالفين أيضًا هما الأساس في اكتشاف إنترفيرون غاما.
كان يونغنر رائدًا في وقت مبكر في تطوير اللقاحات، واختبارها، وترخيص العقاقير حكوميًا قبل السماح باستخدامها بالأسواق. كان ينتقد مختبرات كاتر ويحملها مسؤولية الوفيات الناجمة عن اللقاح الغير الفعال الذي يسوقون له بالأسواق. وواصل تعزيز النزاهة البحثية والإجراءات المتعلقة بسوء السلوك حتى نهاية حياته المهنية.

## النشأة
وُلد يونغنر في عام 1920 في مانهاتن، نيويورك، حيث كان والده يعمل كرجل أعمال. عندما كان عمر يونغنر سبع سنوات كاد أن يُقتل تقريبًا بسبب الالتهاب الرئوي الفصي.

## التعليم ومشروع منهاتن
تخرج يونغنر من مدرسة إيفاندر تشايلدز الثانوية، عندما كان في الخامسة عشرة من عمره، وحصل على شهادة البكالوريوس في اللغة الإنجليزية من جامعة نيويورك في عام 1939. بعد الانتهاء من شهادة البكالوريوس في الأحياء الدقيقة في جامعة ميشيغان، ظل يونغنر عضوًا في هيئة التدريس، وترك جامعة ميشيغان في عام 1947 للانضمام إلى المعهد الوطني للسرطان في بيثيسدا. التحق يونغنر في تدريب جيش المشاة بالقوات البرية للولايات المتحدة. وعند الانتهاء من الدراسة، خضع للاختبارات في أوك ريدج،بتينيسي، وتم تعيينه لإجراء بعض الأبحاث السرية في كلية الطب بجامعة روتشستر حول أملاح اليورانيوم. وكانت آثار أملاح اليورانيوم المستنشقة على الأنسجة البشرية مهمة للجهد الحربي، المتعلق بتطهير اليورانيوم لأغراض البحث النووي والأسلحة النووية. لم يعرف يونغنر أبدًا أن البحث كان مرتبطًا بالأسلحة حتى نهاية الحرب. وقال أنه كان يعتقد أن الطاقة النووية سوف تستخدم في الطائرات أو الغواصات للنقل.

## التاريخ المهني
في عام 1949، انتقل يونغنر إلى جامعة بيتسبرغ لمتابعة دراسة علم الفيروسات، ثم التحق بعد ذلك بكلية الطب بجامعة بيتسبرغ لبقية حياته المهنية. في عام 1960 تم تعيينه أستاذًا لعلم الأحياء المجهرية. بين عامي 1985 و 1989، عُيّن رئيسًا لقسم الأحياء الدقيقة والكيمياء الحيوية والبيولوجيا الجزيئية. وعمل على تطوير لقاح للوقاية من شلل الأطفال، وكان مسؤولًا عن ثلاثة تطورات رئيسية في مجال تطوير لقاح شلل الأطفال:
1. أثبت طريقة لفصل خلايا الكلى في القرود، مما أدى إلى تقنيات الإنتاج على نطاق واسع.
2. طوّر عملية لمنع العدوى مع الحفاظ على القدرة على التحصين
3. اختبار سلامة دفعات اللقاح والأجسام المضادة ضد شلل الأطفال في موضوعات الاختبار.[14] أو على حد تعبير زميله: «اكتشف يوليوس كيفية زراعة الفيروس، وكيفية تعطيله، ومن ثم كيفية اختبار الاستجابة المناعية لمعرفة ما إذا كان يعمل».[12]

## عملية فصل الخلايا باستخدام التربسن

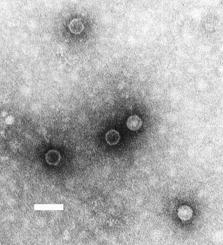
جزيئات فيروس شلل الأطفال في مزرعة الخلية.

استطاع يونغنر فصل خلايا الكلى في القرود باستخدام إنزيم البنكرياس تربسن، وهي تقنية سبق أن أثبتتها جامعة روكفلر يمكن تطبيقها على معيارات عالية من مخزونات الفيروس. تطبيق هذا الأسلوب على كلية واحدة «يمكن أن تنتج ما يكفي من المواد الخام ل 6000 لقاح شلل الأطفال.» أدّى هذا التقدم مباشرة إلى بقاء اللقاح صالحًا للاستخدام لفترات أطول.

## المعايرة
كانت القياسات التي وضعها يونغنر لأمان وسرعة اختبار دفعات من اللقاح وكذلك الأجسام المضادة للفيروس بعد تلك التقنية بمثابة تقدم هام ضروري لنجاح اللقاح. وقد وجد يونغنر أن الاختلاف في الأس الهيدروجيني، كما يشير النشاط الأيضي من قبل باحثين آخرين، يمكن أن يستخدم لتحديد زرع الخلايا المصابة بالفيروس وكذلك زرعها مع الأجسام المضادة للفيروسات. هذا الأس الهيدروجيني يمكن أن يحدد إليها بسهولة عن طريق الفينول الأحمر في نظام زراعة الأنسجة.

## فيروس شلل الأطفال المُعطل
يستند لقاح سالك على الفيروس المُعطّل نشاطه باستخدام الفورمالين. يعتمد مفتاح تعطيل الفيروس الفعال على اختبار اللون الذي وضعه يونغنر، مما سمح للفورمالين بتحليل البروتين الفيروسي. ومن نتائج عمل يونغنر، كان من المتوقع أن ينتج تطبيق الفورمالين لمدة ستة أيام فقط «جسيم واحد من الفيروسات الحية في 100 مليون جرعة من اللقاح». بحلول عام 1954، كانت أول تجارب الفيروسات قد قامت بتطعيم 800,000 طفل ضد شلل الأطفال.

## فيروس حساس للحرارة
درس يونغنر دور العدوى الظاهرة في محاولة لربط مجموعة مختارة من فيروس النوع البري بالعدوى المزمنة والمستمرة. كما درس آليات هذه الالتهابات، بالإضافة إلى التهاب الفم الحويصلي، وفيروس سنداي، وداء نيوكاسل المستمر.

## أوللقاحلإنفلونزا الخيولداخل الأنف
يعتبر يونغنر هو المسؤول عن تطوير أول لقاح لإنفلونزا الخيول، استنادًا إلى تكيف فيروس الإنفلونزا لدرجات الحرارة الباردة. كانت الطرق السابقة للتطعيم تتطلب إعطاء جرعات تصل إلى ست مرات في السنة دون وقاية كافية. بالتعاون مع مؤسسة الإنفلونزا I.N.، تم منحه الموافقة على استخدام فصائل الفيروس المتكيفة لدرجات الحرارة الباردة والتي تتكاثر فقط في درجات حرارة الجهاز التنفسي، مما قدّم «مستوى غير مسبوق من الوقاية من انفلونزا الخيول» وتوفير الحماية لمدة تصل إلى اثني عشر شهرًا.

## براءات الاختراع
ساهم يونغنر ببراءات الاختراع في تنقية وتركيز الليبيدات للفيروسات واللقاحات، وهو إسهام هام في تقليل بروتين البيض والمضاعفات المرتبطة باللقاحات المرتبطة به، بالإضافة إلى العديد من الإسهامات في الدراسات حول الفيروسات المخاطية القويمة.

## الحياة الشخصية
وكان يونغنر ممن لم يأخذوا حظهم من أضواء الشهرة. تزوج مرتين وكان له ابن، ستيوارت، وابنة ليزا، وكلاهما من زواجه الأول. وقد نجح بفضل مجهودات زوجته الثانية رينا.